# National Earthquake Information Center
 (octobre 2024).
Si vous disposez d'ouvrages ou d'articles de référence ou si vous connaissez des sites web de qualité traitant du thème abordé ici, merci de compléter l'article en donnant les références utiles à sa vérifiabilité et en les liant à la section « Notes et références ».
Le National Earthquake Information Center (en abrégé NEIC) fait partie de l’United States Geological Survey (USGS) situé sur le campus de la Colorado School of Mines à Golden (Colorado). 

## Missions
Le NEIC a trois missions principales :
Tout d’abord, le NEIC détermine, aussi rapidement et aussi précisément que possible, l’emplacement et la taille de tous les tremblements de terre importants qui se produisent dans le monde. Le NEIC diffuse immédiatement ces informations aux organismes nationaux et internationaux concernés, aux scientifiques, aux installations critiques et au grand public.
Deuxièmement, le NEIC recueille et fournit aux scientifiques et au public une vaste base de données sismiques qui sert de base solide à la recherche scientifique, principalement grâce à l’exploitation de réseaux numériques nationaux et mondiaux modernes de sismographes et à des accords internationaux de coopération. Le NEIC est le centre national de données et d’archives des États-Unis pour les informations sur les tremblements de terre.
Troisièmement, le NEIC poursuit activement un programme de recherche pour améliorer sa capacité à localiser les tremblements de terre et à comprendre le mécanisme des tremblements de terre. Tous ces efforts visent à atténuer les risques de tremblements de terre pour l’humanité. Ils sont rendus possibles par l’excellente coopération internationale qui caractérise depuis longtemps la science de la sismologie.
À l’aide d’une combinaison d’outils automatisés et d’un examen humain, le NEIC émet des informations sur l’amplitude du moment et l’emplacement dès que possible après un tremblement de terre. Comme les ondes sismiques mettent du temps à se déplacer autour du globe, la magnitude estimée du moment peut changer à mesure que de nouvelles informations sont reçues. Le NEIC utilise des sismogrammes enregistrés aux États-Unis ainsi que dans le monde entier. Bien qu’ils recueillent autant de données que possible, pour des raisons politiques certains pays ne communiquent pas aux États-Unis de données sur les tremblements de terre.
Le personnel du NEIC est souvent sollicité par les médias en tant qu’experts après un grand tremblement de terre. Ainsi, le NEIC a une plus grande visibilité publique que d’autres parties de l’US Geological Survey.